# Gallowglass

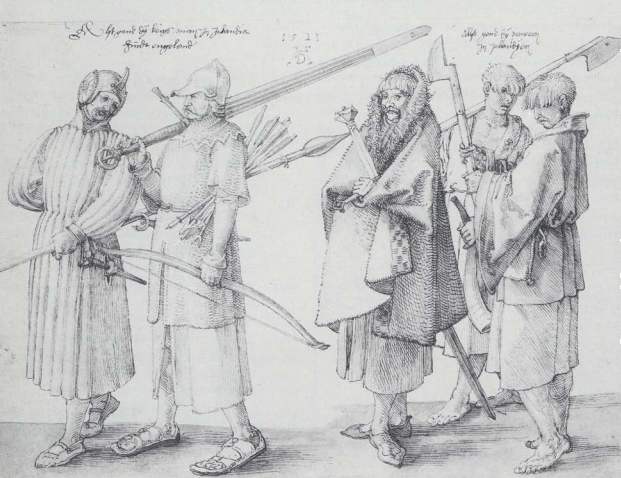
Gallowglass irlandesos i kern. Dibuix d'Albrecht Dürer, 1521.

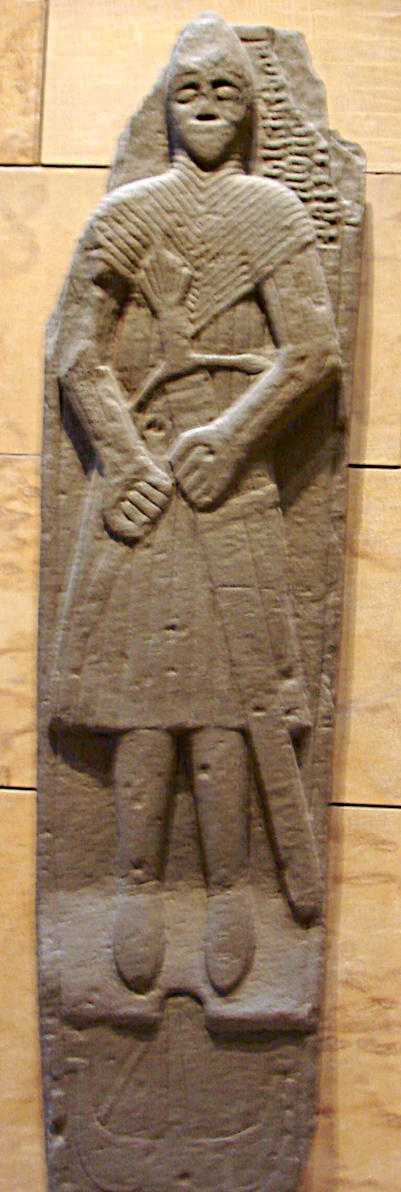
Soldat hèbrid.

Els Gallowglass van ser uns guerrers mercenaris d'elit entre els clans Hiberno-Normands que residien a les illes i muntanyes de l'oest d'Escòcia, les illes Hèbrides, des de mitjan segle xiii fins al final del segle xvi. Consistien en grups organitzats d'uns 100 homes, coneguts com a «Corrughadh». A canvi dels seus serveis militars, obtenien terres i posicions en la noblesa irlandesa, on se'ls concedia permís perquè es proveïssin de la població local. Al voltant de 1512 hi havia uns 59 clans al llarg del país sota el control de la noblesa irlandesa, però amb el temps es van assentar i les seves files van passar a ser formades per nadius irlandesos.

## Etimologia
El terme gallowglass o galloglass és una anglicització del terme gaèlic irlandès, gallóglaigh (que significa, Soldats forasters), incorporant la paraula cèltica Óglach, que deriva d'oac, l'antiga paraula irlandesa per referir-se a joves però posteriorment arribant a significar soldat. L'enciclopèdia Encarta especifica que el plural de la paraula gallowglass és gallowglasses, però aquest article assumeix que els termes singulars i plurals són tots dos Gallowglass. William Shakespeare va usar la forma Gallowglasses en l'obra Macbeth.

## Soldat hèbrid medieval
Com a escocesos, eren gaèlics i compartien herència i origen comú amb els irlandesos, però com havien estat contraient matrimoni amb els colons noruecs del segle x de les zones costaneres i de les illes d'Escòcia i amb els pictes, els irlandesos els van anomenar Gall Gaeil (Gaèlics forasters). Els gallowglass van ser el principal suport de la guerra irlandesa i escocesa abans de l'adveniment de la pólvora i depenien de servei estacional amb els nobles irlandesos.
Portaven destrals, llances i espases ambidextres, la seva habilitat consistia a vèncer càrregues de cavalleria, formant un mur defensiu al llarg del camp de batalla, on els genets irlandesos es refugiaven per poder dur a terme petits canvis abans de retirar-se i reagrupar-se.

## Història
El primer referent de servei gallowglass sota el comandament irlandès va ser en 1259, quan el príncep Aedh Ó Conchobair de Connacht va rebre un dot de 160 guerrers escocesos de la filla del rei de les Hèbrides. Les tropes gallowglass s'organitzaven en grups d'uns 100 homes coneguts com a Corrughadh. A canvi de servei militar, aquests contingents rebien terres i assentament en els senyorius, on se'ls concedia dret a rebre subministraments per la població local.
Un gran nombre de septs gallowglass es va instal·lar a Irlanda després d'haver estat desposseïts de les seves terres a Escòcia per a l'elecció del bàndol equivocat a la Guerra de la Independència d'Escòcia. El primer i probablement el més famós d'ells van ser els MacSweeneys, (que a diferència del que diu la majoria és d'ascendència irlandesa nativa) que originalment foren instal·lats pels O'Donnells a l'oest de Donegal. Aquests van ser seguits pels MacDonnells, MacCabes i diversos altres grups establerts per poderosos nobles irlandesos en diferents àrees.
Per 1512 es va reportar que hi havia 59 grups a través del país sota el control de la noblesa irlandesa. Encara que inicialment eren mercenaris, amb el pas del temps es van assentar i les seves files van arribar a ocupar-se amb irlandesos natius. Eren coneguts per l'ús del destral ambidextra Sparth (un costum ressaltat per Giraldus Cambrensis derivada de la seva herència noruega) i montante o claymore (en irlandès Claíomh mór). Per armadura usaven cota de malla i usualment anaven acompanyats per dos nois (com els hisendats d'un cavaller), un que li transportava els pílums i un altre que portava provisions.